# 贝茨塞
贝茨塞（德語：Beetzsee）是德国勃兰登堡州的一个市镇，隶属于波茨坦-米特尔马克县，总面积为21.27平方千米，截至2020年总人口为2652人。